# Пуниша Рачич
Пу́ниша Ра́чич (на сръбски: Пуниша Рачић) е сръбски терорист и политик от Народната радикална партия в Кралство Югославия.

## Биография
Роден е на 12 юли 1886 година в Слатина, Черна гора. От ранна възраст постъпва на служба при политика Никола Пашич и развива активна дейност в сръбските националистически среди. Пуниша Рачич е член на Бяла ръка и председател на сръбската четнишка организация „Петар Мрконич", където почетен председател е престолонаследника Петър Караджорджевич.  През 1927 година е избран за депутат в югославския парламент, където година по-късно извършва Атентата в Народната скупщина, убивайки трима хърватски депутати. Осъден на 13 години затвор, които „излежава“ в луксозна вила с многобройна прислуга, той е освободен през 1941 година.
Пуниша Рачич е убит на 16 октомври 1944 година в Белград при превземането на града от комунистическите партизани.